# 229 pr. n. št.
Stoletja: 4. stoletje pr. n. št. - 3. stoletje pr. n. št. - 2. stoletje pr. n. št.
Desetletja: 270. pr. n. št. 260. pr. n. št. 250. pr. n. št. 240. pr. n. št. 230. pr. n. št. - 220. pr. n. št. - 210. pr. n. št. 200. pr. n. št. 190. pr. n. št. 180. pr. n. št. 170. pr. n. št.
Leta: 234 pr. n. št. 233 pr. n. št. 232 pr. n. št. 231 pr. n. št. 230 pr. n. št. - 229 pr. n. št. - 228 pr. n. št. 227 pr. n. št. 226 pr. n. št. 225 pr. n. št. 224 pr. n. št.

## Dogodki
- začetek prve ilirske vojne
- konec makedonske okupacije Aten